# Комісія з питань безпеки та співробітництва в Європі

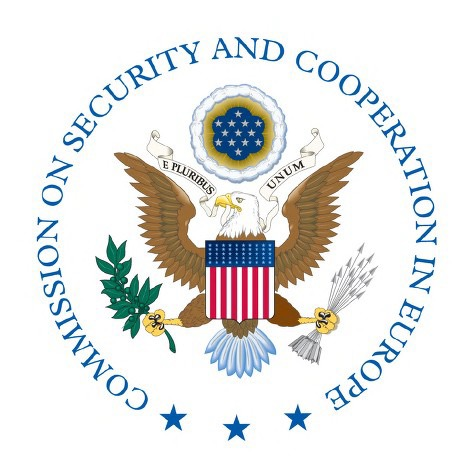

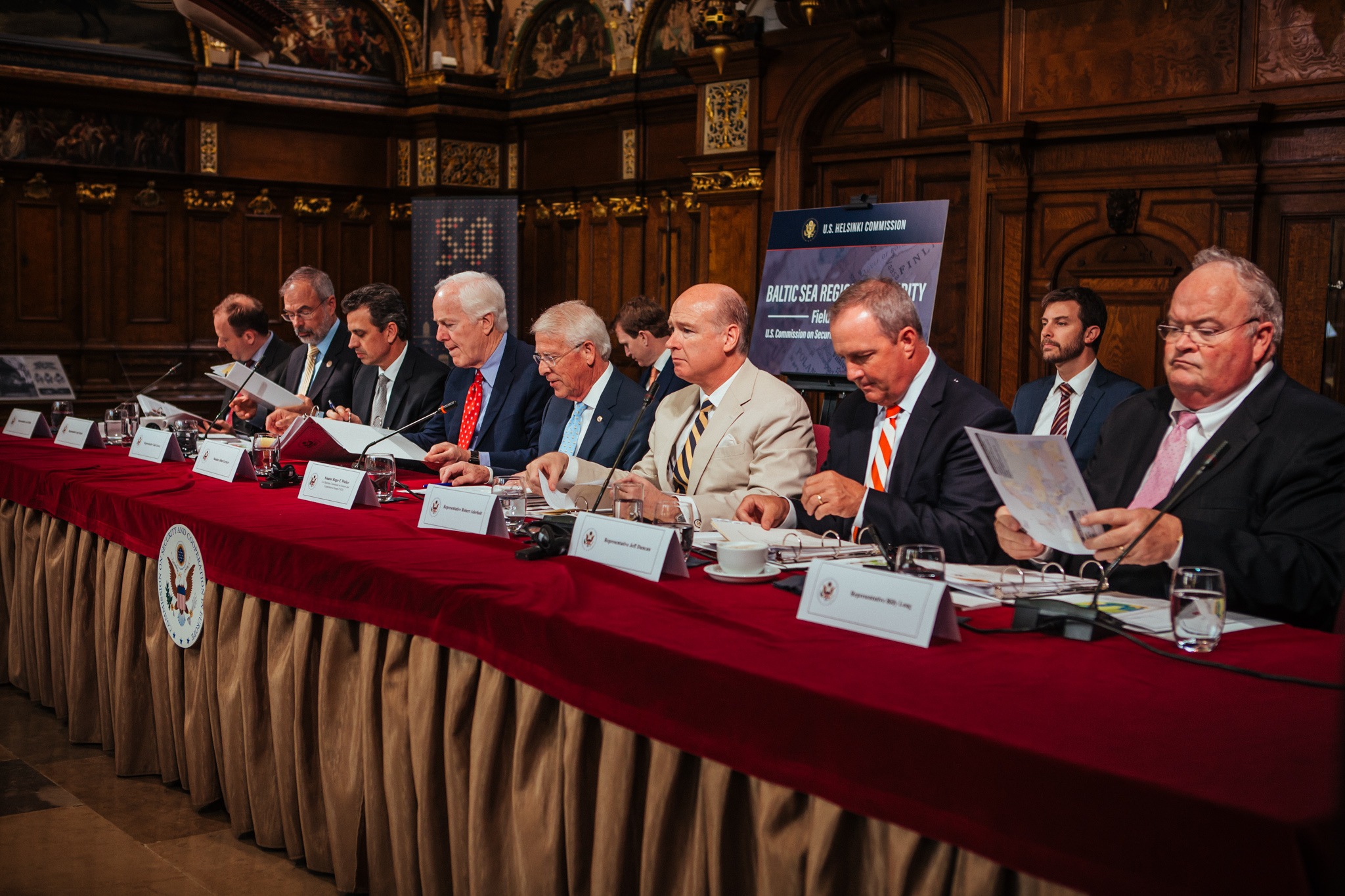
Гельсінська комісія США на слуханнях щодо безпеки Балтійського моря в липні 2019 року.

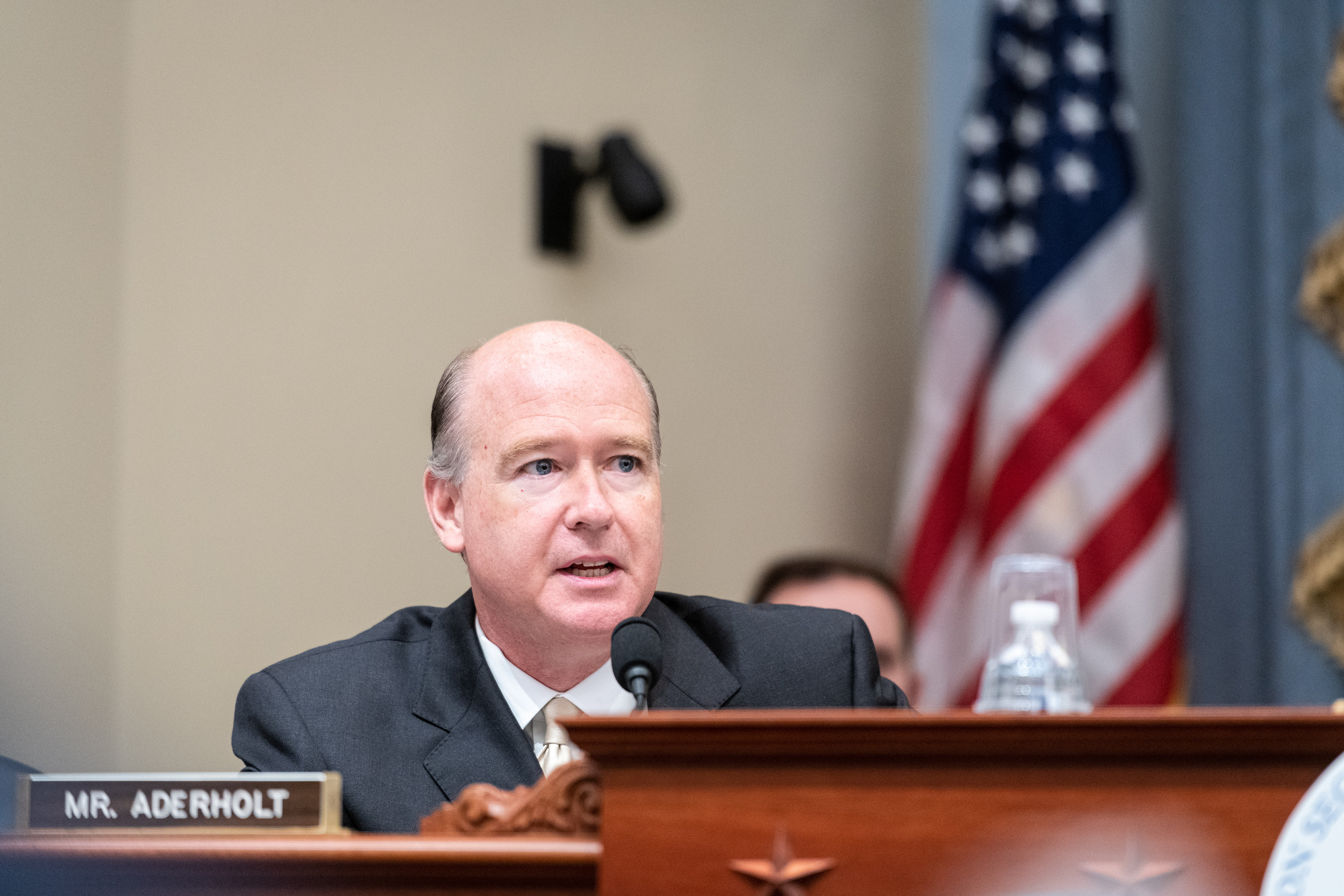
Конгресмен Роберт Адерголт під час засідання Комісії в жовтні 2019 року.

Комісія з питань безпеки та співробітництва в Європі, також відома як Гельсінська комісія США, є незалежною урядовою агенцією США, створеною Конгресом у 1975 році для моніторингу та заохочення дотримання Гельсінських угод та інших зобов'язань Організації з безпеки та співробітництва. в Європі (ОБСЄ). Комісія була ініційована представником Палати представників Міллісентом Фенвіком і заснована 1975 року відповідно до публічного закону № 94-304 і знаходиться в Ford House Office Building.

## Структура організації
Комісія складається з дев'яти членів від Палати представників США, дев'яти членів від Сенату Сполучених Штатів і по одному члену від Державного департаменту, Міністерства оборони та Міністерства торгівлі. Посади голови та співголови розподіляються між Палатою та Сенатом і змінюються кожні два роки, коли збирається новий Конгрес. Професійний персонал допомагає комісарам у їхній роботі.
Комісія сприяє формуванню політики США щодо ОБСЄ та держав-учасниць і бере участь у її виконанні, в тому числі шляхом участі членів і персоналу в офіційних делегаціях США на засіданнях ОБСЄ та в деяких органах ОБСЄ. Члени Комісії підтримують регулярні контакти з парламентарями, урядовцями, неурядовими організаціями та приватними особами з інших держав-учасниць ОБСЄ.
Комісія проводить публічні слухання та брифінги зі свідками-експертами з питань, пов'язаних з ОБСЄ; випускає публічні звіти щодо виконання зобов'язань ОБСЄ в державах-учасницях; публікує періодичний «Дайджест» з актуальною інформацією про події в ОБСЄ та діяльність Комісії; організовує офіційні делегації до країн-учасниць та зустрічей ОБСЄ для безпосереднього розгляду та оцінки розвитку демократії, економіки та прав людини.
У лютому 2018 року Гельсінська комісія зібралася у Вашингтоні, округ Колумбія, щоб розглянути проблему російського допінгу в міжнародному спорті. Центральним у дискусії було дослідження необхідності захисту викривачів. Під час зустрічі дав свідчення Джим Волден, адвокат доктора Григорія Родченкова, колишнього керівника російської антидопінгової лабораторії.

## Комісари
|                 | більшість | меншість |
| --------------- | --- | --- |
| Члени сенату    | - Бен Кардін, штат Мериленд, голова - Жанна Шахін, Нью-Гемпшир - Шелдон Вайтгаус, Род-Айленд - Дік Блюменталь, Коннектикут - Тіна Сміт, Міннесота                                                            | - Роджер Вікер, штат Міссісіпі, заступник члена рейтингу - Джон Бузмен, Арканзас - Марко Рубіо, Флорида - Том Тілліс, Північна Кароліна      |
| Члени палати    | - Елсі Гастінгс, Флорида, співголова (до 6 квітня 2021) - Стів Коен, штат Теннессі, співголова (з 1 липня 2021) - Гвен Мур, Вісконсин - Емануель Клівер, Міссурі - Марк Візі, Техас - Рубен Галлего, Аризона | - Джо Вілсон, Південна Кароліна, член рейтингу - Роберт Адерголт, Алабама - Браян Фіцпатрік, Пенсильванія - Річард Гадсон, Північна Кароліна |
| Виконавча влада | - Вакантна, Міністерство торгівлі - Вакантна, Міністерство оборони - Вакантна, Державний департамент | - Вакантна, Міністерство торгівлі - Вакантна, Міністерство оборони - Вакантна, Державний департамент                                         |

## Позиції щодо війни в Україні[4]
- 25 березня 2022 року на засіданні Комісії США з питань безпеки та співробітництва в Європі Філіп Брідлав, колишній командувач об’єднаних збройних сил НАТО в Європі, генерал у відставці, заявив: «Світ вкрай невірно оцінив здатність українського народу воювати і неправильно оцінив їхню волю до боротьби. Так само помилився і Путін в обох випадках».[5] Тому, за словами Брідлава, для захисту України та Маріуполя Україні необхідно надати крилатих ракет берегової оборони.

- 15 вересня 2022 року парамедик Юлія Паєвська (Тайра), яка три місяці була у російському полоні, свідчила перед Комісією з питань безпеки та співробітництва в Європі про жахи російського полону. Як зазначила посол України у США Оксана Маркарова, «це був дуже потужний виступ з правдою про жахи російської блокади Маріуполя та про тримісячне перебування в нелюдських умовах у полоні окупантів, нічим не обмежену жорстокість російських загарбників-терористів і закликала наших американських друзів збільшити допомогу Україні, збільшити тиск на Росію, допомогти нам захистити не тільки Україну, а й весь цивілізований світ».[4]

- У вересні 2024 р. опубліковано Звіт Комісії США з питань безпеки та співробітництва в Європі, де зазначено, що Двопартійний комітет, який відповідає за підтримку демократії та прав людини в пострадянських країнах, наполягає на тому, щоб Сполучені Штати відмовилися від статус-кво після холодної війни у своїх відносинах з Росією та назвали Москву «постійною» загрозою глобальній безпеці. У звіті Гельсінської комісії, який отримав The Hill перед публікацією, стверджується, що Вашингтон повинен змінити своє мислення щодо підходу до Росії, як це було з Китаєм протягом останніх кількох років, і відповідно розподілити ресурси. Пріоритетним напрямком стратегії звіту є забезпечення перемоги України в її оборонній війні проти Росії, закликаючи до «масованої» військової та гуманітарної допомоги Києву та дозволяючи збройним силам України завдати удару вглиб Росії за допомогою зброї, наданої США.[6]